# ロッド・アレン
ロデリック・ベルネット・アレン（Roderic Bernet "Rod" Allen , 1959年10月5日 - ）は、アメリカ合衆国カリフォルニア州ロサンゼルス出身の元プロ野球選手（外野手）。広島時代の登録名はロデリック・アレン。

## 来歴・人物
サンタモニカ高校を経て、1977年のMLBドラフト6巡目でシカゴ・ホワイトソックスに指名され契約。
しかし、MLBに昇格することなく1981年12月11日にトム・パチョレックとの交換トレードで、トッド・クルーズとジム・エッシアンとともにシアトル・マリナーズに移籍。
1983年4月7日の対ニューヨーク・ヤンキース戦で代打としてMLBデビューを果たし、初打席初安打をマーク。
1984年はデトロイト・タイガースでプレーした。
1986年はメキシカンリーグでもプレーした。
1988年はクリーブランド・インディアンス傘下（当時）のAAAコロラドスプリングスで三冠王を獲得し、4シーズンぶりとなるMLB復帰を果たしている。MLBでの通算成績は31試合で打率.220、0本塁打に終わり、MLB定着はならなかった。
1989年にNPBの広島東洋カープに入団。初年度は前半に故障で戦列を離れたものの後半の活躍で来季に繋げた。1990年は開幕当初はマイク・ヤングの加入もあって代打を中心に起用されたが、ヤングの不調でスタメンのチャンスを掴むと打撃が爆発。史上14人目となる4打席連続本塁打や、1試合で代打満塁本塁打とサヨナラ本塁打を放つなど大活躍を見せた。腕っぷしだけで打つような打法であった。
1991年には球団史上初の背番号00をつけて臨み、チームがリーグ優勝を果たしながらも再び大不振に陥り、退団が決定的となって臨んだ日本シリーズでは史上10人目のシリーズ初打席初本塁打を含む2本塁打と活躍し、自らの花道を飾った。
1992年はメキシカンリーグでプレーし、同年限りで引退。
帰国後は、デトロイト・タイガースの試合の解説を担当していたが、2018年9月に実況アナウンサーへの暴行疑惑が報じられ、2019年からは解説業を外れている。

## 乱闘騒ぎ
1990年6月24日の大洋戦では7回表にクロスプレーで捕手の秋元宏作に体当たりし負傷交代させる。そして9回表に大門和彦からの内角球をそのときの報復とみなし激怒。チームメイトで無関係のヤングと共に大門を外野まで追い掛け回した。この際に、アレンは大洋の大杉勝男コーチに暴行を加えたため、退場処分を受けている（ヤングは退場処分にはなっていない）。同年のうちに、大門とは握手をして和解したという。
この時の映像は『プロ野球珍プレー好プレー』でも放送された。なお、当時大洋の監督だった須藤豊は、この試合で審判団の前で帽子を叩きつける様子が映されており、「一人エキサイトオヤジ」と評された。また、大門本人もVTR出演しており、なぜ外野まで逃げたのかを聞かれ「最初は同じ外国人のマイヤーがいる一塁に逃げたが、助けてくれなかったので今度はパチョレックのいるレフトに逃げたら、止めようとした両軍ナインも内外野に散らばった」と話している。
2017年11月26日に放送された「中居正広のプロ野球珍プレー好プレー大賞2017」では、『乱闘被害者の会』というコーナーで、アレンを止めようとして失敗したとして高木豊が出演している。高木は、「まさかアレンがこっちに来るとは思っていませんでした」と当時を振り返った。
同じく2017年に、アレンは現地のテレビ番組でこの顛末について語っている。それによると、ヤングに対してはぶつけられたら加勢してくれと事前に言っており、「ダイモン」という名前については昨日のことのように覚えているという。

## 詳細情報

### 年度別打撃成績
| 年 度    | 球 団    | 試 合 | 打 席 | 打 数 | 得 点 | 安 打 | 二 塁 打 | 三 塁 打 | 本 塁 打 | 塁 打 | 打 点 | 盗 塁 | 盗 塁 死 | 犠 打 | 犠 飛 | 四 球 | 敬 遠 | 死 球 | 三 振 | 併 殺 打 | 打 率 | 出 塁 率 | 長 打 率 | O P S |
| -------- | -------- | ----- | ----- | ----- | ----- | ----- | -------- | -------- | -------- | ----- | ----- | ----- | -------- | ----- | ----- | ----- | ----- | ----- | ----- | -------- | ----- | -------- | -------- | ----- |
| 1983     | SEA      | 11    | 12    | 12    | 1     | 2     | 0        | 0        | 0        | 2     | 0     | 0     | 0        | 0     | 0     | 0     | 0     | 0     | 1     | 0        | .167  | .167     | .167     | .333  |
| 1984     | DET      | 15    | 31    | 27    | 6     | 8     | 1        | 0        | 0        | 9     | 3     | 1     | 0        | 1     | 0     | 2     | 0     | 1     | 8     | 0        | .296  | .367     | .333     | .700  |
| 1988     | CLE      | 5     | 11    | 11    | 1     | 1     | 1        | 0        | 0        | 2     | 0     | 0     | 0        | 0     | 0     | 0     | 0     | 0     | 2     | 0        | .091  | .091     | .182     | .273  |
| 1989     | 広島     | 80    | 279   | 247   | 23    | 74    | 12       | 1        | 11       | 121   | 39    | 3     | 1        | 0     | 3     | 25    | 0     | 4     | 47    | 9        | .300  | .369     | .490     | .859  |
| 1990     | 広島     | 98    | 367   | 326   | 56    | 102   | 12       | 1        | 25       | 191   | 61    | 2     | 2        | 1     | 2     | 32    | 3     | 6     | 60    | 10       | .313  | .383     | .586     | .968  |
| 1991     | 広島     | 68    | 226   | 206   | 23    | 48    | 10       | 0        | 9        | 85    | 33    | 1     | 1        | 0     | 1     | 19    | 2     | 0     | 44    | 2        | .233  | .296     | .413     | .709  |
| MLB：3年 | MLB：3年 | 31    | 54    | 50    | 8     | 11    | 2        | 0        | 0        | 13    | 3     | 1     | 0        | 1     | 0     | 2     | 0     | 1     | 11    | 0        | .220  | .264     | .260     | .524  |
| NPB：3年 | NPB：3年 | 246   | 872   | 779   | 102   | 224   | 34       | 2        | 45       | 397   | 133   | 6     | 4        | 1     | 6     | 76    | 5     | 10    | 151   | 21       | .288  | .356     | .510     | .866  |

### 記録

#### NPB
初記録
- 初出場・初先発出場：1989年4月8日、対阪神タイガース1回戦（広島市民球場）、5番・左翼手として先発出場
- 初安打・初打点：1989年4月9日、対阪神タイガース2回戦（広島市民球場）、4回裏に伊藤文隆から
- 初本塁打：1989年7月29日、対読売ジャイアンツ15回戦（広島市民球場）、7回裏に鹿取義隆から2ラン

その他の記録
- 4打席連続本塁打：1990年5月10日 - 同12日 ※史上11人目、歴代2位タイ[4]
- 4打数連続本塁打：同上 ※史上14人目15度目、歴代2位タイ[4]

### 背番号
- 18（1983年）
- 12（1984年）
- 60（1988年）
- 49（1989年 - 1990年）
- 00（1991年）